# Nikolnikowo
Nikolnikowo (ros. Никольниково) – wieś (ros. село, trb. sieło) w zachodniej Rosji, w sielsowiecie nikolnikowskim rejonu rylskiego w obwodzie kurskim.

## Geografia
Miejscowość położona jest nad rzeką Amońka, 5,5 km od centrum administracyjnego sielsowietu nikolnikowskiego (Makiejewo), 11,5 km od centrum administracyjnego rejonu (Rylsk), 109 km od Kurska.

## Demografia
W 2010 r. miejscowość zamieszkiwało 37 osób.